# واويزغت
واويزغت هي جماعة مغربية ذات طابع قروي وسط المملكة. تنتمي واويزغت لإقليم أزيلال . تضم هذه القرية 14570 نسمة (إحصاء 2025).

## دواوير الجماعة
يوجد عدة دواوير بواويزغت نذكر من اهمها:
- دوار زاوية ايت سيدي علي امحند

- دوار ايت سيدي امحند امحند
- دوار ايت داود (مركز واويزغت)
- دوار ايت شيكر
- دوار امزاورو
- دوار ايت حلوان
- دوار ايحيتاسن
- دوار ايت واعزيق
- دوار اعمومن
- دوار امزيلن
- دوار ايت شريبو
- دوار ايت خدجي
- دوار امين وانو
- دوار اغرم سرغين